# 5 décembre 2011
Le lundi 5 décembre 2011 est le 339e jour de l'année 2011.

## Décès
- Jos van der Vleuten (né le 7 février 1943), coureur cycliste néerlandais
- Gennady Logofet (né le 15 avril 1942), footballeur et entraîneur russe
- Peter Gethin (né le 21 février 1940), pilote automobile anglais
- Pusuke (né le 1er avril 1985), chien ayant vécu 26 ans

## Autres événements
- Sortie de l'album Bécaud, et maintenant
- Élection partielle québécoise de 2011 dans la circonscription de Bonaventure
- Sortie de l'album live Ma dernière séance
- Publication de l'album The Path of Totality du groupe américain de Nu metal Korn
- Sortie de l'album Imaginaerum du groupe finlandais Nightwish
- Parution de l'album Live symphonique de Calogero